# George Malcolm (musicien)
Pour les articles homonymes, voir George Malcolm.
George John Malcolm CBE KSG (Londres, 28 février 1917 – Londres, 10 octobre 1997) est un pianiste, organiste, compositeur, claveciniste et chef d'orchestre anglais.

## Biographie
Le premier instrument de Malcolm est le piano. Son premier professeur, une nonne qui a pu reconnaître son talent et lui a recommandé l'entrée au Royal College of Music dès ses sept ans. Il y étudie le piano avec Kathleen McQuitty, jusqu'à ses dix-neuf ans. Après la guerre, après sa période militaire dans la RAF, il poursuit l'étude de l'instrument avec Herbert Fryer. Il entre au Wimbledon College et poursuit ses études au Balliol College d'Oxford,.

### Chef de chœur et organiste
Au cours de la seconde Guerre mondiale, il est un chef d'orchestre. Il poursuit ensuite une carrière remarquable en tant qu'organiste et chef et répétiteur de chœur : pendant douze ans (1947–1959), il est maître de musique de la Cathédrale de Westminster, où il développe pour le chœur un ton franc, ou ton à pleine gorge – décrit souvent comme « continental », expression plutôt vide de sens – qui contrastait avec les chœurs anglicans de l'époque. Benjamin Britten fait l'éloge de la chorale à l'« Éclat étonnant » et a proposé d'écrire une pièce pour eux : sa Missa Brevis (1959). La création de l'œuvre est l'un des derniers services de Malcolm à la Cathédrale de Westminster, avant il ne se retire le 1er septembre 1959. Il continue à jouer de l'orgue, enregistrant par exemple les concertos pour orgues de Haendel.
Malcolm est l'un des membres fondateurs de Spode Music Week, (à Armitage dans le Staffordshire) une école de musique annuelle, qui met l'accent sur la musique de la liturgie catholique romaine. Malcolm a également composé pour voix, une pièce connue étant son introït pour le dimanche des rameaux, Ingrediente Domino. Son arrangement du Psaume 51, Miserere mei (composé en 1950, présumée perdue, mais retrouvé dans les archives de la Cathédrale en 2011) évoque la version bien connue de l'édition d'Ivor Atkins (1951) du Miserere de Gregorio Allegri. 

### Claveciniste
Après la guerre, il développe une carrière en tant que claveciniste, tout en continuant a se produire en musique de chambre en tant que pianiste, notamment avec l'Ensemble à vent Dennis Brain. Il laisse quelques enregistrements de son jeu au piano (un exemple intéressant est celui de la première représentation du sextuor de Gordon Jacob, écrit pour l'ensemble en 1962).
Dans les années 1950, il participe à des concerts annuels mettant en vedette quatre clavecinistes : Thurston Dart, Denis Vaughan, Eileen Joyce et lui-même. En 1957, ce groupe a également enregistré deux des Concertos pour quatre clavecins de Vivaldi, notamment l'un dans un arrangement de Bach, avec l'Orchestre Pro Arte sous la direction de Boris Ord. Malcolm, Dart et de Joyce ont également enregistré le concerto en ut pour trois clavecins de Bach. En 1967, il est apparu avec Eileen Joyce, Geoffrey Parsons et Simon Preston dans un concert à quatre clavecins, avec l'Academy of St Martin in the Fields dirigé par Neville Marriner au Royal Festival Hall.
Autant que les œuvres baroques, Georges Malcolm joue le répertoire moderne du clavecin, notamment ses propres compositions : Bach before the Mast [« Bach devant le mât »], une série de variations humoristiques dans le style de Bach sur la fameuse mélodie traditionnelle The Sailor's Hornpipe et « Variations sur un thème de Mozart ». Comme sa devancière Wanda Landowska, il favorise la renaissance des clavecins à pédales, fabriqués dans le style moderne et qui sont aujourd'hui considérés comme « inauthentiques » pour la musique baroque,. Tandis que les aspects de ses interprétations peuvent sembler dépassés par les normes actuelles de « l'Interprétation historiquement informée », ses enregistrements de concert ou de studio, ont favorisé la découverte du clavecin pour de nombreuses personnes et influencé un certain nombre de musiciens d'aujourd'hui.

### Chef d'orchestre
Plus tardivement, George Malcolm développe une carrière de chef d'orchestre, forgeant de longues relations avec des ensembles tels que l'English Chamber Orchestra et le Northern Sinfonia (basé à Newcastle), jouant avec Julian Bream, Alfredo Campoli et Menuhin. Il a dirigé en alternance avec Britten les premières représentations du Songe d'une nuit d'été (1965). 
Il enseigne à la Royal Academy. Le pianiste András Schiff, qui a quitté la Hongrie pour étudier avec Malcolm, s'est souvent produit en soliste sous sa baguette. Les deux ont également enregistré l'intégrale des œuvres pour piano à quatre mains et deux pianos de Mozart, sur le piano-forte du compositeur.
Fervent catholique, Malcolm a reçu l'honneur papale pour ses services au titre de maître de musique à la Cathédrale de Westminster. Il est inhumé au cimetière de l'église Saintbury, dans le Gloucestershire.

## Discographie
- Musique pour quatre clavecins - George Malcolm, Valda Aveling, Geoffrey Parsons, Simon Preston, clavecins ; English Chamber Orchestra ; Raymond Leppard (1967, LP Decca) (OCLC 915909127)
- Scarlatti, Sonates pour clavecin [16] (1953/1954, LP Decca LXT 2918 / AWD 9901-C)
- Couperin et Rameau, Pièces de clavecin (1965-69, Aquarius AQVR 096-2)
- Musique anglaise pour clavecin : Purcell, Gibbons, Byrd, Farnaby (années 1970, LP Peerless/Oryx) (OCLC 16977368)
- The Fitzwilliam Virginal Book (années 1970, LP Peerless/Oryx) (OCLC 4201379)
- Le monde du clavecin : Bach, Paradies, Daquin, Rimsky-Korsakov, Rameau, F. Couperin, Templeton et Malcolm (1961-62/1969, « Rosette collection » Decca) (OCLC 223629884 et 123473414)
- Bach, Sonates pour flûte - Elaine Shaffer, flûte ; George Malcolm, clavecin ; Ambrose Gauntlett, viole de gambe (1966, 2 LP EMI ALP 2086 / ASD 2268)